# Thomas Spence
Thomas Spence (ur. 21 czerwca?/2 lipca 1750 w Newcastle upon Tyne, zm. 8 września 1814 w Londynie) – angielski radykał i zwolennik wspólnej własności ziemi.

## Życiorys
Spence urodził się w Newcastle upon Tyne, w Anglii i był jednym z dziewiętnaściorga dzieci szkockiego szewca i wytwórcy sieci. W 1792 przeprowadził się do Londynu.

## Poglądy
Głównym pomysłem Spence'a był jego Plan, znany jako Plan Spence'a. Plan ten postulował:
1. usunięcie arystokracji i posiadaczy ziemskich;
2. cała ziemia powinna być zarządzana przez demokratyczne gminy, które powinny być w dużej mierze samorządne;
3. opłaty za ziemię gmin powinny być równo dzielone między mieszkańcami;
4. powszechne prawo wyborcze (w tym dla kobiet) zarówno na poziomie gminnym, jak i na poziomie krajowym poprzez wybieranie reprezentantów gmin;
5. społeczna gwarancja zapewniająca dochód ludziom niezdolnym do pracy;
6. prawa niemowląt do życia wolnego od wykorzystywania i biedy.

## System fonetyczny
Spence był samoukiem, który wierzył, że edukacja jest środkiem do wyzwolenia. Zainicjował powstanie zapisu fonetycznego i systemu wymowy zaprojektowanego w celu nauczania czytania i wymowy w tym samym czasie. Spence wierzył, że jeśli poprawna wymowa będzie widoczna w sposobie zapisywania, to każdy będzie poprawnie wymawiał angielskie słowa i znikną różnice klasowe odzwierciedlone w języku. Ta zmiana przyniosłaby czas równości, pokoju i dobrobytu: millenium. Spence opublikował pierwszy angielski słownik zawierający wymowę (w 1775) i pisał fonetyczne wersje swoich pamfletów.

## Wybrane dzieła
- The Real Rights of Man (1793)
- End of Oppression (1795)
- Rights of Infants (1796)
- Constitution of Spensonia (1801)
- The Important Trial of Thomas Spence (1807)